# Phrynopus miroslawae
Phrynopus miroslawae är en groddjursart som beskrevs av Chaparro, Padial och De la Riva 2008. Phrynopus miroslawae ingår i släktet Phrynopus och familjen Strabomantidae. Inga underarter finns listade i Catalogue of Life.